# Швейцарське астрономічне товариство
Швейцарське астрономічне товариство (нім. Schweizerische Astronomische Gesellschaft, фр. Société Astronomique Suisse, італ. Società Astronomica Svizzera, англ. Swiss Astronomical Society, ромш. Societad Astronomica Svizra, SAG-SAS) — національна астрономічна організація у Швейцарії. Як парасолькова організація, вона об'єднує регіональні астрономічні товариства та асоціації, а також надрегіонально організовані спеціалізовані групи. Мовами Швейцарського астрономічного товариства є чотири національні мови Швейцарії та англійська. Штаб-квартира розташована в Шаффгаузені.
До складу астрономічного товариства входять майже 30 регіональних товариств та асоціацій із загальною кількістю близько 2300 членів. Від 1943 року Швейцарське астрономічне товариство що три місяці видає журнал «Оріон».

## Історія
Швейцарське астрономічне товариство було засноване 1938 року в Берні з метою «створення дружніх та наукових стосунків між астрономами-аматорами всіх професійних та вікових груп».

## Публікації
- Швейцарське астрономічне товариство видає журнал «Оріон»[de], який виходить що три місяці.
- Вебсайт товариства регулярно публікує новини про астрономію та космонавтику, а також протоколи щорічних зустрічей делегатів та осінньої конференції.
- «Тека для читання SAG» (нім. SAG-Lesemappe) складається з циркуляра різних астрономічних журналів, рекомендованих членам товариства.

## Спеціалізовані групи
У Швейцарському астрономічному товаристві працюють такі спеціалізовані групи:
- Група обсерваторій[7].
- Група астроспектроскопії[8].
- Група астрофотографії[9].
- Група історії астрономії[10].
- Група планетаріїв[11].
- Група комп'ютерної астрономії[12].
- Група метеорної астрономії[13].
- Група малих планет[14].
- Група радіоастрономії[15].
- Група спостережень Сонця[16].
- Група зоряних покриттів[17].
- Група змінних зір[18].